# Jonathan Roumie
Jonathan Roumie, (Nueva York, 1 de julio de 1974) es un actor estadounidense. Conocido por su papel de Jesús en The Chosen, una serie de televisión financiada por micromecenazgo sobre la vida y el ministerio de Jesús de Nazaret. También es actor de doblaje y orador.

## Biografía
Roumie es un ciudadano estadounidense de primera generación, su padre nació en Egipto y es de ascendencia sirio-libanesa; su madre es de Irlanda. Roumie ha declarado que sus bisabuelos paternos eran armenios.
Antes de que sus padres se mudaran a Nueva York y se conocieran allí, su madre se crio en una granja en Irlanda, mientras que su padre se crio en El Cairo. Aunque fue bautizado en la Iglesia Ortodoxa, Roumie se convirtió al catolicismo tras mudarse de Nueva York a las afueras. Es licenciado en cine por la Escuela de Artes Visuales. En 2024, la Universidad Católica de América le otorgó un doctorado honoris causa en Bellas Artes por su labor evangelizadora a través de su carrera como actor.
Tras graduarse de la universidad, Roumie tocó la batería en la banda de rock contemporáneo de un amigo. La banda había grabado un álbum y tenía previsto salir de gira, pero la discográfica que la patrocinaba quebró. Poco después, Roumie se mudó a Los Ángeles para seguir una carrera en cine y televisión.

## Cine y televisión
Roumie comenzó su carrera en la industria del entretenimiento como asistente de producción y fue el buscador de locaciones para Spider-Man, The Mystery of the Templars y Soy Leyenda.En un momento, Roumie consiguió una beca de entretenimiento para profesionales cristianos del entretenimiento.
Comenzó a buscar trabajo como actor y debutó como actor de voz para una serie de MTV Celebrity Deathmatch. Realizó doblajes para varios videojuegos, incluidos Evolve, Mafia II & III y The Darkness II y Fallout 4. Con el tiempo, comenzó a conseguir papeles menores en series de televisión, como The Good Wife, As the World Turns y Castle, y se mudó a Los Ángeles para dedicarse por completo a la actuación.

### The Chosen

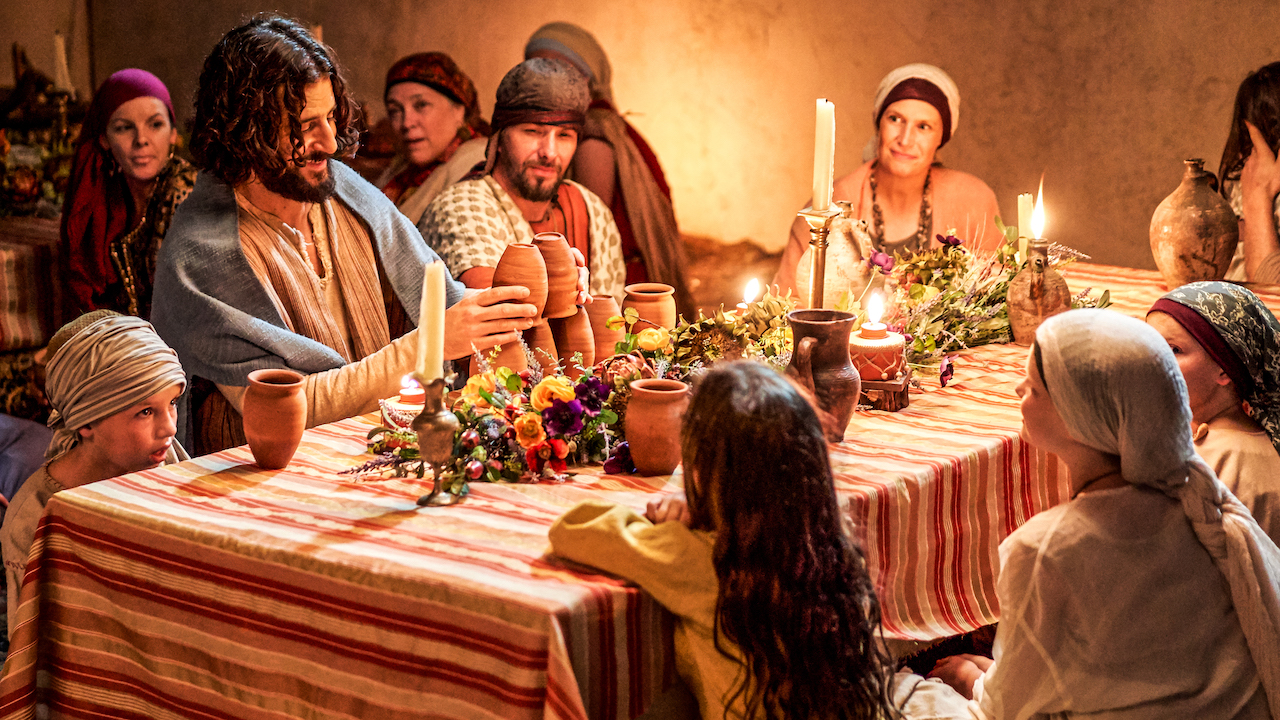
Jesús en las Bodas de Caná con los niños (The Chosen)

Roumie conoció a Dallas Jenkins, creador de The Chosen, en 2014, cuando Jenkins era director de medios de una gran iglesia en Illinois y lo eligió para el papel de Jesús en un cortometraje sobre los dos ladrones. Interpretó a Cristo por primera vez en un proyecto multimedia itinerante sobre la vida de Santa Faustina llamado Faustina: Mensajera de la Divina Misericordia y posteriormente en "Once we were Slaves/The Two Thieves". Roumie también fue coproductor, codirector y actor principal de The Last Days: The Passion and Death of Jesus, una representación en vivo sobre la pasión de Cristo.
Tras ocho años en Los Ángeles, Roumie luchaba por mantener su carrera como actor y dependía de las ayudas del gobierno, que finalmente se agotaron. Una mañana se despertó completamente arruinado. Señala que literalmente estaba en un pozo, y Dios me dio una mano y me sacó del pozo. Estaba en bancarrota. Estaba endeudado. Tenía suficiente comida para el día como para un día". Recuerda que durante la crisis, «no veía salida. Así que literalmente dije: 'Dios, quítame esto. Ahora está en tus manos. No me voy a preocupar'. Tres meses después, llegó The Chosen. Pensé: «Bueno, solo necesitaba rendirme». Roumie interpretó a Jesús en el episodio piloto de The Chosen en 2017 y se convertiría en la estrella de la serie completa.
Conocido mundialmente por interpretar a Jesús en la serie, Roumie ha aparecido en numerosas publicaciones, como TV Guide, National Catholic Register, America Magazine, The Atlantic, y The New Yorker. También ha sido entrevistado en programas de televisión como The View, Fox News, EWTN, y varios medios de comunicación religiosos.
Respecto a los desafíos de interpretar a Jesús, Roumie ha dicho: «Muy a menudo, no me siento digno de interpretar a Jesús. Me cuesta mucho. Pero también reconozco lo que Dios ha hecho por mi vida como resultado de interpretar a Cristo y cómo Dios la ha transformado». Una miniserie documental titulada Jonathan and Jesus narró la historia personal de Roumie y el efecto que interpretar a Jesús ha tenido en su imagen pública y en su vida personal.
Interpretó al carismático pastor evangelista hippie Lonnie Frisbee en la película Jesus Revolution (2023).

### Otras apariciones
También es narrador de la aplicación católica de oración Hallow. Jonathan Roumie apareció en el anuncio de la aplicación para el Super Bowl 2024, lo que provocó un gran aumento en las descargas de Hallow.
Roumie también es orador público. Fue uno de los oradores principales de la Marcha por la Vida. También fue uno de los oradores de la sesión de avivamiento en el X Congreso Eucarístico Nacional 2024, con más de 55.000 participantes.

## Vida personal

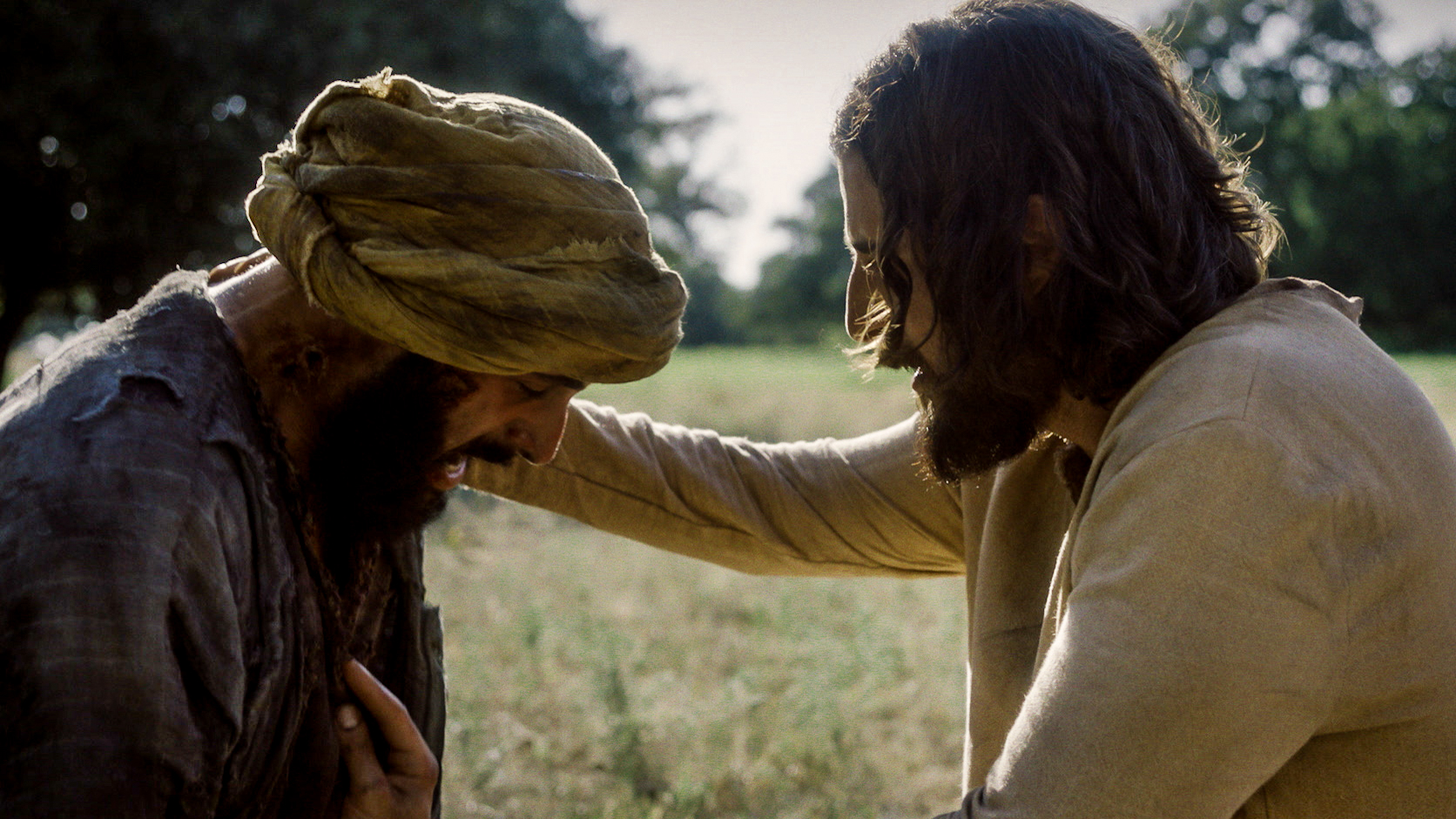
Jesús con un leproso (The Chosen).

Roumie ha sido líder ministerial y se ha desempeñado como ministro extraordinario de la Sagrada Comunión en la Iglesia Católica. Es un firme defensor de los sacramentos, el ecumenismo, la humildad y la caridad. Forma parte de la junta directiva de Catholics in Media Associates. En 2020, fue nominado para el título de caballero papal de la Orden de San Gregorio Magno.También fue nombrado uno de los "10 católicos que restauraron nuestra fe en la humanidad" de Aleteia en 2021 y figura en la lista de Católicos del Año de Our Sunday Visitor en 2022.  Firme defensor de la vida del nasciturus. Como orador principal en la Marcha por la Vida de 2023, Roumie dijo a los participantes: "Dios es amor, y el amor verdadero da paso a la vida, no a la muerte".
En 2022, Roumie residía en Los Ángeles. Se puede encontrar a Roumie presentando oraciones en vivo en Instagram, algunas de las cuales han sido vistas casi 100,000 veces. Reza la Coronilla de la Divina Misericordia.